# Ona i on (program telewizyjny)
Ona i on – polski telewizyjny program publicystyczny emitowany na antenie telewizji TVN24 od 20 września 2009 do 12 czerwca 2010 prowadzony przez Małgorzatę Domagalik. Wedle zasady programu prowadząca zapraszała do studia wyłącznie mężczyzn. Program nadawano na żywo.

## Lista gości (niepełna)
| Data emisji          | Gość programu           | Pełniona funkcja                                   |
| -------------------- | ----------------------- | -------------------------------------------------- |
| 20 września 2009     | Jarosław Kaczyński      | prezes Prawa i Sprawiedliwości                     |
| 27 września 2009     | Leszek Miller           | przewodniczący Polskiej Lewicy                     |
| 4 października 2009  | Kazimierz Marcinkiewicz | były prezes Rady Ministrów                         |
| 11 października 2009 | Janusz Palikot          | poseł Platformy Obywatelskiej                      |
| 18 października 2009 | Jacek Kurski            | europoseł Prawa i Sprawiedliwości                  |
| 25 października 2009 | Andrzej Lepper          | przewodniczący Samoobrony RP                       |
| 8 listopada 2009     | Zbigniew Ziobro         | były minister sprawiedliwości                      |
| 15 listopada 2009    | Ryszard Kalisz          | poseł Sojuszu Lewicy Demokratycznej                |
| 22 listopada 2009    | Michał Wiśniewski       | piosenkarz, lider zespołu Ich Troje                |
| 29 listopada 2009    | Sławomir Nowak          | poseł Platformy Obywatelskiej                      |
| 6 grudnia 2009       | Roman Giertych          | były Minister Edukacji Narodowej                   |
| 13 grudnia 2009      | Grzegorz Napieralski    | przewodniczący Sojuszu Lewicy Demokratycznej       |
| 20 grudnia 2009      | Zbigniew Hołdys         | muzyk, kompozytor i instrumentalista               |
| 27 grudnia 2009      | Zbigniew Boniek         | piłkarz, trener, działacz sportowy                 |
| 2 stycznia 2010      | Janusz Palikot          | poseł Platformy Obywatelskiej                      |
| 9 stycznia 2010      | Wojciech Pszoniak       | aktor teatralny i filmowy                          |
| 16 stycznia 2010     | Cezary Pazura           | aktor filmowy, kabaretowy i telewizyjny            |
| 23 stycznia 2010     | Jerzy Kryszak           | aktor, satyryk i parodysta                         |
| 30 stycznia 2010     | Stefan Niesiołowski     | wicemarszałek Sejmu, poseł Platformy Obywatelskiej |
| 6 lutego 2010        | Juliusz Machulski       | reżyser i producent filmowy                        |
| 13 lutego 2010       | Tadeusz Cymański        | europoseł Prawa i Sprawiedliwości                  |
| 20 lutego 2010       | Andrzej Grabowski       | aktor filmowy, teatralny i telewizyjny             |
| 27 lutego 2010       | Szymon Majewski         | dziennikarz, satyryk, showman                      |
| 6 marca 2010         | Wiktor Osiatyński       | pisarz, konstytucjonalista, wykładowca             |
| 13 marca 2010        | Paweł Wilczak           | aktor filmowy                                      |
| 20 marca 2010        | Adam Darski             | kompozytor, producent muzyczny                     |
| 27 marca 2010        | Sławomir Petelicki      | generał brygady Wojska Polskiego                   |
| 3 kwietnia 2010      | Krzysztof Kolberger     | aktor i reżyser teatralny                          |
| 24 kwietnia 2010     | Andrzej Łapicki         | aktor i reżyser teatralny                          |